# واکنش داویس–بیروت

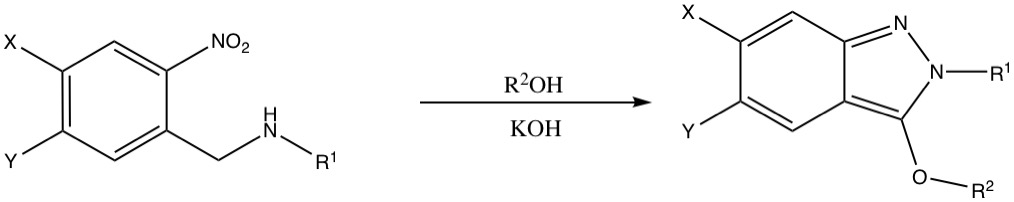
واکنش داویس-بیروت

واکنش داویس-بیروت برای تولید انواع مختلفی از ایندازولون‌ها و 2H-ایندازول‌ها به کار می‌رود.
در این واکنش، یک ۲-نیتروبنزیل آمین زمانی که در یک حلال الکلی در معرض باز آبی (aqueous base) قرار می‌گیرد به 2H-ایندازول تبدیل می‌شود.گمان ویرود که این محصول کاربردهای بالقوه‌ای در پزشکی داشته باشد و بتوان از آن برای تولید مهارکننده‌های میلوپراکسیداز استفاده کرد.مهارکننده‌های میلوپراکسیداز می‌توانند در درمان بیماری‌های التهابی، ازجمله فیبروز کیستیک و آرتریت روماتویید مؤثر واقع شوند. 
این وکنش به وسیلهٔ مارک کورت (Mark kurth) و مخلوف هادادین (Makhluf Haddadin) کشف شد. این دونفر، واکنش را به افتخار دانشگاه‌های محل تحصیل خود نام گذاری کردند: دانشگاه کالیفرنیا ( داویس) و دانشگاه آمریکایی بیروت.